# Terborg (Moormerland)

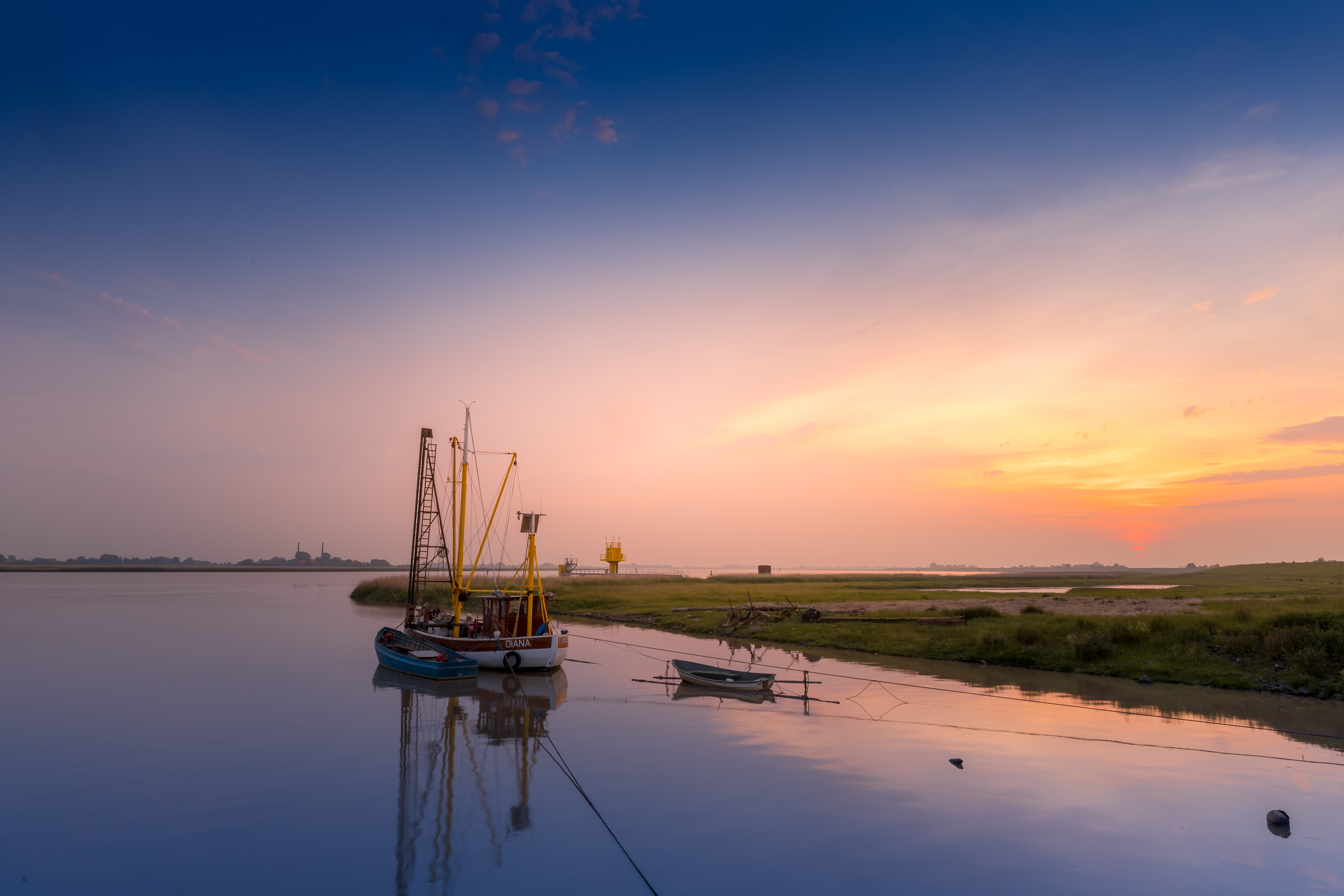
Fischkutter im Muhdehafen (von altfriesisch „mutha“ = Mündung) von Terborg

Terborg (Moormerland) ist eine Ortschaft der Gemeinde Moormerland im niedersächsischen Landkreis Leer.

## Entwicklung des Ortsnamens
Terborg wird 1357 urkundlich erstmals als Burchum erwähnt. 1564 wird er auf einer topografischen Karte als Neyeborg genannt. Weitere frühe Bezeichnungen sind Torborch (1684), Ter-Borg (1735) sowie Terborg und Ferstenborg (1787). Zur Deutung des Ortsnamens gelten drei Erklärungen als möglich: So könnten bei der Vorsilbe Ter- die Präposition und der Artikel to der (Ostfriesisches Niederdeutsch= Zu der) zu Ter- verschmolzen sein. Die Silbe -borg könnte nach Ansicht von Petra Spekker „-borg“ könnte nicht nur „Burg“, sondern auch „Zufluchtsstätte“ an der Ems bedeuten. Ubbo Emmius deutet den Namen hingegen als „tri borgi“, als „drei Burgen“, weil sich im Mittelalter in Terborg am Kleiweg von Oldersum nach Neermoor Terborg, Mittelsterborg und Woltersterborg aufreihten. Petra Spekker hält auch diese Erklärung nicht für unwahrscheinlich, da Terborg auch als „Ferstenborg“ bezeichnet wurde, was übertragen „vorderste Burg“ bedeutet.

## Geschichte
Terborg entstand vermutlich um 1000 n. Chr. als Bauern- und Fischerdorf auf einer Warft an der Ems. Im Gegensatz zu seinen Nachbardörfern Oldersum und Neermoor entwickelte sich Terborg nie zu einem bedeutenden Ort. Im Mittelalter gehörte der Ort zunächst zum Emsgau, später zum Moormerland unter der Herrschaft der Cirksena zum Amt Leerort, nach dessen Auflösung ab 1817 zum Amt Leer aus dem 1885 der Landkreis Leer hervorging.
Durch den Flüchtlingsstrom der Nachkriegszeit nahm die Bevölkerung des Ortes erheblich zu. Bis 1950 stieg der Anteil der Flüchtlinge und Vertriebenen auf 33,7 %. Viele von ihnen waren in Baracken an der heutigen Landesstraße 2 untergebracht.
Die ehemals selbständige Gemeinde bildet seit der Gemeindereform, die am 1. Januar 1973 in Kraft trat, zusammen mit zehn weiteren Dörfern die Gemeinde Moormerland.
Am 31. Dezember 2016 hatte der Ort 105 Einwohner, die auf einer Grundfläche von 5,45 km² lebten.

## Kultur und Sehenswürdigkeiten

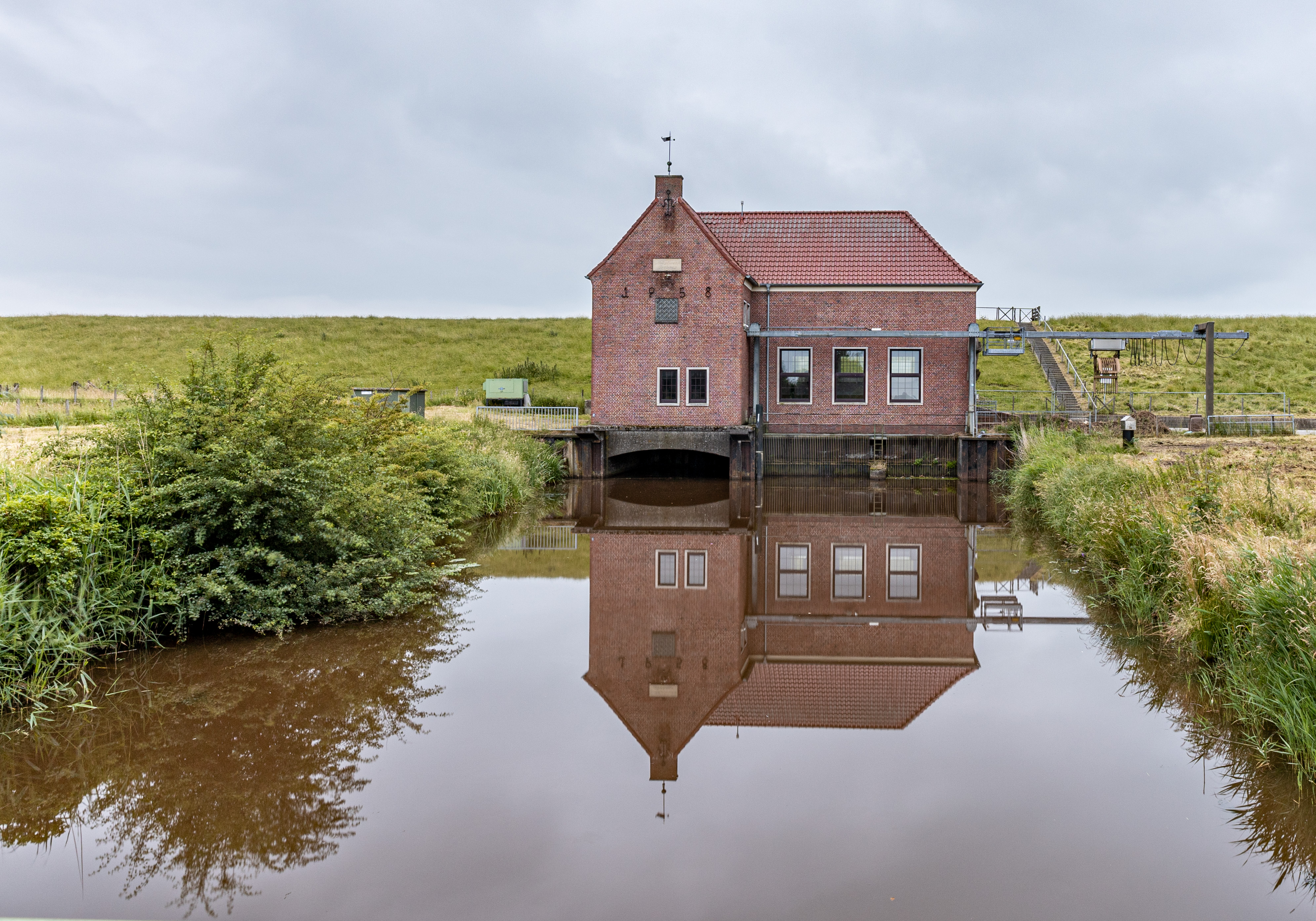
Das Schöpfwerk von Terborg

Das älteste erhaltene Gebäude des Ortes ist das in der zweiten Hälfte des 18. Jahrhunderts erbaute Schulhaus. Es ist ein einräumiger Ziegelbau unter Walmdach. Es steht ebenso unter Denkmalschutz wie das 1958 errichtete Schöpfwerk mit seiner zeittypischen Architektur der 1950er Jahre.

## Einwohnerentwicklung
| Jahr | Einwohnerzahl |
| ---- | ------------- |
| 1811 | 146           |
| 1823 | 141           |
| 1859 | 142           |
| 1880 | 133           |
| 1897 | 151           |
| 1905 | 140           |
| 1925 | 142           |
| 1933 | 131           |
| 1939 | 141           |
| 1946 | 177           |
| 1950 | 181           |
| 1956 | 161           |
| 1961 | 162           |
| 1969 | 135           |
| 1987 | 119           |
| 1997 | 122           |
| 2004 | 124           |